# Московский клинический научный центр имени А. С. Логинова
Московский клинический научный центр имени А. С. Логинова (МКНЦ) был образован в июле 2013 года на базе Центрального научно-исследовательского института гастроэнтерологии (ЦНИИГ) и Городской клинической больницы № 60 как «Московский клинический научно-практический центр» (МКНЦ). Центр занимается проблемами гастроэнтерологии, онкологии и ревматологии. 
Центр носит имя Анатолия Сергеевича Логинова (1924—2000), доктора медицинских наук, академика РАМН, директора ЦНИИГ с 1973 по 2000 годы.
Возглавляет МКНЦ академик РАН, доктор медицинских наук, профессор Игорь Евгеньевич Хатьков. 
В составе центра входят 48 лечебных отделений, в которых работают около 300 врачей. Ежегодно выполняется более 9 000 плановых операций. 
В МКНЦ работает учебный центр с программами последипломного образования по 17 медицинским специальностям. У МКНЦ есть 3 филиала: Маммологический центр «Клиника Женского здоровья», центр амбулаторной онкологической помощи (ЦАОП) и филиал на ул. Академика Павлова. 
В 2020 году было начато строительство нового лечебно-диагностического корпуса.